# Den gudomliga komedin
Den gudomliga komedin, originaltitel: Divina Commedia, är ett allegoriskt epos skrivet av Dante Alighieri i början av 1300-talet. Det utkom i sin helhet först efter Dantes död år 1321; de två första delarna dock redan före 1319.

## Historik
Den gudomliga komedin var det första större italienska verket som skrevs på folkspråk, en dåtida italienska, och inte, som brukligt, på latin. Dante själv kallade endast verket för Komedin, och epitetet "gudomlig" lär ha tillfogats av Giovanni Boccaccio. Första gången det förekommer i tryck är i Giolitos venetianska upplaga från 1555 som är redigerad av Ludovico Dolce. Verket har periodvis varit mer eller mindre bortglömt men har varit inspiration för många moderna författare, såsom James Joyce, T.S. Eliot och William Blake.

## Beskrivning
Verket omfattar 100 sånger (canti) på cirka 150 rader vardera, uppdelade i tre delar: Inferno (Helvetet – 33 sånger), Purgatorio (Skärselden – 33 sånger) samt Paradiso, (Paradiset – 33 sånger). I början finns det även en inledande sång, och således blir det 100 sånger allt som allt. Originalet är skrivet på en föregångare till det italienska skriftspråket, med ett av Dante själv påfunnet versmått – terzinen.
Handlingen utspelas jubelåret 1300. I verket skildras Dantes vandring genom helvete och skärseld, i vilka han får bevittna de olika nivåer av evigt straff och rening de syndiga själarna får utstå efter döden, samt upp i Paradiset där han får träffa sin ungdomskärlek Beatrice som han tidigare skrivit om i I livets vår.
Som ledsagare ner genom helvetets tratt och upp på Skärseldsberget har han diktaren Vergilius. Eftersom denne dock levde före Jesu födelse är han inte berättigad att följa med in i himlen och Beatrice tar istället över visningen, och efter henne Bernhard av Clairvaux, och sist Gud.
| ”                                                                        | Jag stod i mitten av min levnads bana då i en nermörk skog jag mig befann, där ej mer väg och stig jag kunde ana. Ej vet jag längre hur jag skildra kan en skog så full av grymheten och nöden; vid minnet än mig skräcken slår i bann. Den ödslig var som tomheten, som döden - men skall jag säga er hur tröst jag fann, så må jag måla färdens alla öden. | „ |
| Ur Divina Commedia, Första sången, vers 1–9 översättning av Åke Ohlmarks | |   |

Enligt Olof Lagercrantz tolkning ska eposet läsas som författarens besvärjelse av de döda, och han menar att det har realistiska drag då Dantes möten påminner i det mesta om möten alla har dagligen. Vanligare är dock att studera de allegoriska dragen i eposet, där det finns flera konkurrerande tolkningar. I intertextuellt avseende kan man se tydliga spår av Aristoteles, Vergilius, Albertus Magnus, Thomas av Aquino, Bibeln, och toskanska och florentinska legender, tänkesätt, och politiska förhållanden. Den världsbild som förmedlas är ptolemaisk och geocentrisk; verket är en god källa till hur medeltidens lärde såg världen, och genom att studera vilka som hamnat i helvetet eller himlen, ger det även en idé om Dantes samtids moraluppfattning.

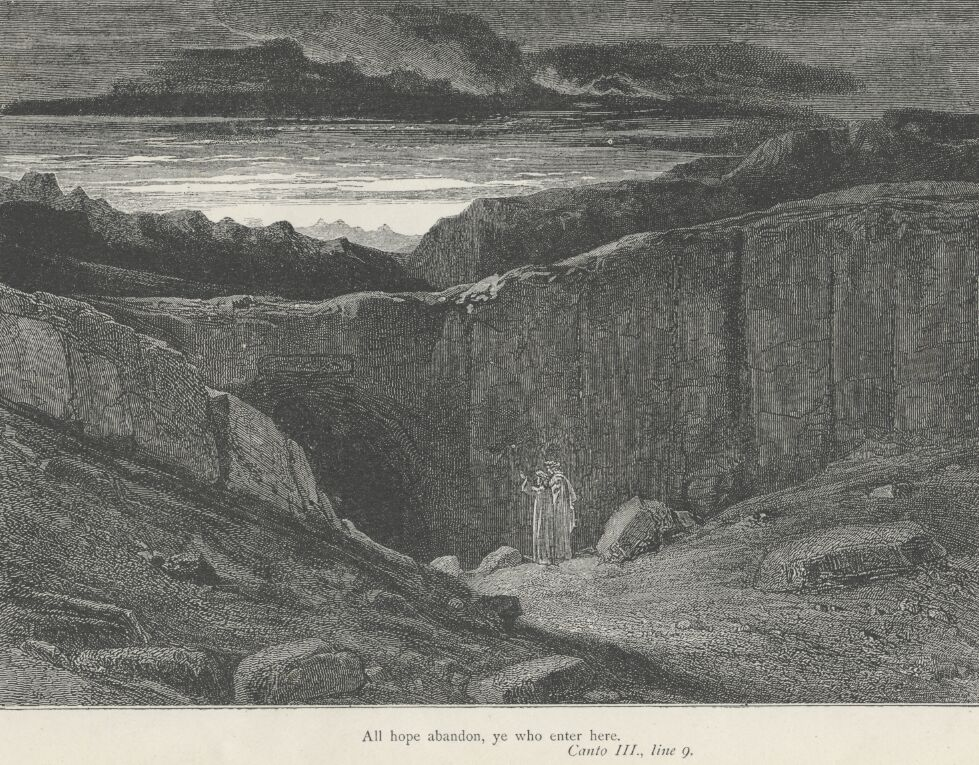
"I, som här inträden, låten hoppet fara!" (Lovéns översättning) står det ovanför porten till helvetet (Helvetet III). Gravyr av Gustave Doré.

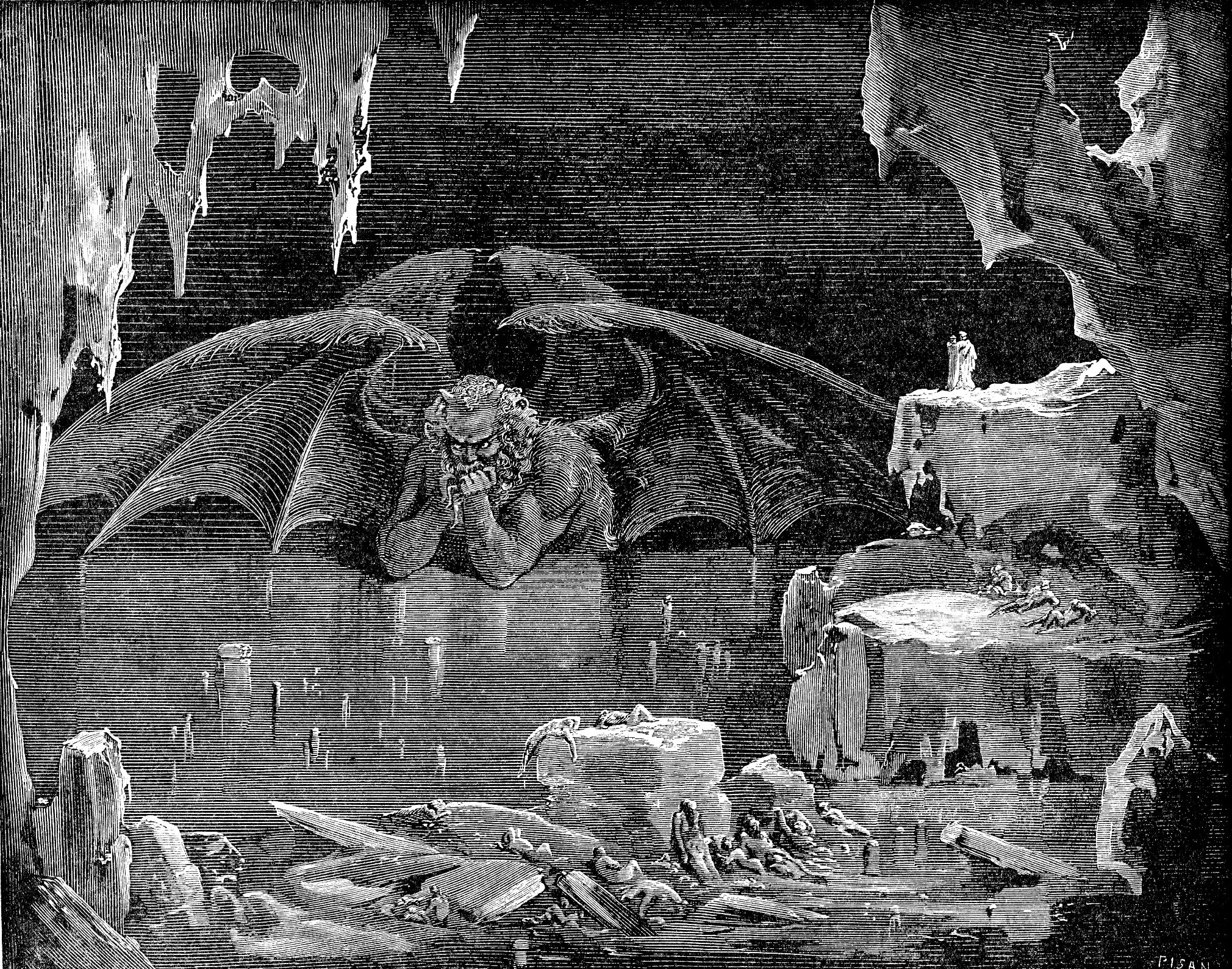
"Synlig från bröstets mitt och uppåt stod där i isen kejsaren i kvalens rike" (Helvetet XXXIV). Gravyr av Gustave Doré.

### Nio kretsar
Helvetet är strukturerat i nio cirklar eller kretsar, djupare ner allt eftersom antalet syndare blir färre men synden är allt grövre och straffet följaktligen värre. Alla straff följer en modell, contrapasso, så att syndarna förhindras att synda på det sätt de gjort i livet. De lättjefulla blir således med piska tvingade att springa runt i cirklar och förrädarna är mer eller mindre infrysta i is så att de omöjligen kan göra en svikande gest igen. Alla syndare straffas också (med möjligt undantag för dem i första kretsen, limbo) nakna.
- Vestibulen: Mitt emellan jord och helvete straffas de likgiltiga, genom att tvingas jaga en blank fana, själva jagade av getingar, flugor och larver.
- Första kretsen: De okristna, de födda före Jesus, de som kämpade för det rätta men inte hade den rätta tron. Straffet är ett evigt liv som det på jorden.
- Andra kretsen: De vällustiga (sexuellt utsvävande) blåser omkring i en storm
- Tredje kretsen: De omättliga tvingas ligga ner i gyttja under regn och hagel
- Fjärde kretsen: De giriga och slösaktiga tvingas rulla stora stenar mot varandra
- Femte kretsen: De vreda slåss mot varandra i ett träsk och de lata ligger fast på bottnen
- Sjätte kretsen: Kättarna brinner i öppna gravar i all evighet
- Sjunde kretsen: I den sjunde kretsen återfinns våldsverkarna. Både mot sin nästa, sig själv och mot djur, natur/Gud. De som skadat andra kokas i blod, de som skadat sig själva växer fast i träd (oförmögna att skada sig själva) och de homosexuella samt de som har haft sex med djur, ockrarna och hädarna vandrar omkring i en glödhet öken, utsvävarna jagas av vilda hundar genom en skog.
- Åttonde kretsen: De som lurat och bedragit, stulit och splittrat, smickrat och spått, gjort sig skyldiga till ondskefulla, kallblodiga synder associerade till svek straffas här i tio olika underavdelningar (Malebolgia).
- Nionde kretsen: Förrädarna mot sina nära och vänner är fast till knäna i en frusen sjö, landsförrädarna till midjan, förrädare till sina gäster till halsen och de som förrått sina mästare är helt infrysta i Cocytos is. Judas, Brutus och Cassius tuggas levande av Satan som är fast i sjöns mitt.[3]

Efter Helvetet (Inferno) kommer Skärseldsberget där de sju dödssynderna bestraffas, helt enligt contrapasson. De som dör i Guds nåd och vänskap men är ofullständigt renade även om de är säkra på sin frälsning undergår efter sin död en rening för att uppnå den helighet som är nödvändig för att träda in i himlens glädje.
Kyrkan kallar denna slutliga rening av de utvalda, för Skärselden (reningsorten), vilken är något helt annorlunda än de fördömdas eviga straff (Helvetet). Kyrkan har formulerat trosläran om skärselden framför allt på koncilierna i Florens och I Trient.
Därefter kommer paradiset (dit skärseldens besökare i sinom tid kommer) och sedan himlen, dit de som tjänat Gud helt får komma. I den högsta himmelsfären ställs Dante inför Gud.

## Omarbetning
I Sverige känns verket igen från Tage Danielssons ganska fria omarbetning i filmen Mannen som slutade röka från 1972 med Gösta Ekman i huvudrollen som Dante.

## Översättningar till svenska

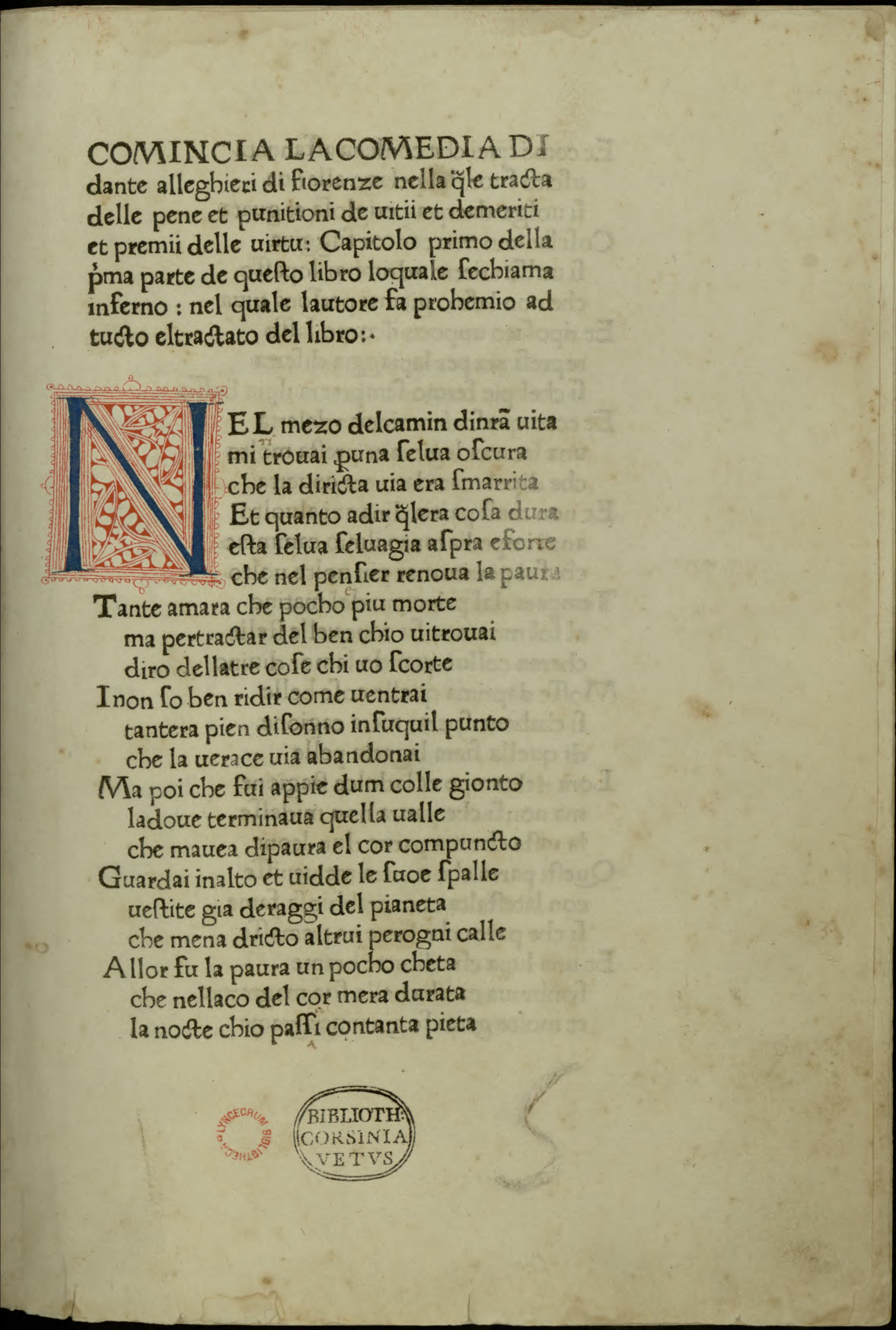
Comincia la Comedia, 1472. (Inledningen till komedin.)

- Stycken ur Dantes Divina Commedia (kommenterade och metriskt öfversatta ... af Carl Wilhelm Böttiger) (Wahlström & Låstbom, 1845-[1853])
- Dante Alighieris gudomliga komedi (översättning Nils Lovén) (Lund, 1856–1857)
- Dantes Gudomliga komedi (översättning Edvard Lidforss) (Fahlcrantz, 1902–1903)
- Dantes Gudomliga komedi (översättning Sven Casper Bring) (W. Schultz, 1905–1906. Rev. uppl.: Norstedt, 1913, 1928)
- Dante Alighieris Divina commedia framställd i ett hundra trettiosex bilder av Gustave Doré (översättning Sten Granlund) (Nordiska förlaget, 1912)
- Dantes Gudomliga komedi (översättning Aline Pipping) (Åhlén & Åkerlund, 1915)
- Dante Alighieris gudomliga komedi (översättning Arnold Norlind) (Bonniers, 1921–1930)
- Den gudomliga komedin (översättning Åke Ohlmarks) (Forum, 1966–1969)
- Den gudomliga komedien (översättning Erik Zeilon) (Rundqvist, 1967) [endast "1, Helvetet - Inferno" utgiven]
- Avgrunden (översättning Nils Gösta Valdén) (N.G Valdén, 1973)
- Reningsberget (översättning Nils Gösta Valdén) (Cavefors, 1978)
- Den gudomliga komedin (översättning Ingvar Björkeson) (Natur & Kultur, 1983)
- Paradiset (översättning Nils Gösta Valdén) (N.G. Valdén, 1985)
- Den gudomliga komedin (översättning Mikael Argenziano) (M. Argenziano, 2014)
- Gudomliga komedin I-III (översättning Ingemar Boström och Bo Bergman, tvåspråkig utgåva) (Bokförlaget Faethon, 2024)[4]